# 織田常昌
織田 常昌（おだ じょうしょう）は、室町時代の地頭。織田真昌の子。管領・斯波氏の被官。

## 略歴
織田社（劔神社）の神職・斎部親真（平親真）の子孫であり、織田氏の祖とされる。初め越前国丹生郡織田庄の地頭で、『織田家譜』によると、越前守護であった管領・斯波義教（義重）にその才能を見いだされて登用され、尾張に派遣された。のちに故郷の織田庄から取り姓を織田と名乗った。また常昌と尾張守護代となる織田伊勢守入道常松あるいは（父とされる）織田将広とは同一人物とも伝わる。子とされる常勝は斯波家家老となったという。

## 系譜
- 父：織田真昌[3]（忌部三郎右衛門真昌[1]）
- 母：不詳
  - 兄弟：萬千代（夭折）[1]
  - 兄弟：織田三郎五郎昌之[3][1]
- 妻：不詳
- 生母不明の子女
  - 男子：織田常勝[3][1]